# Nedre Härbergsvattnet
Nedre Härbergsvattnet är en sjö i Strömsunds kommun i Jämtland och ingår i Ångermanälvens huvudavrinningsområde. Sjön är 27 meter djup, har en yta på 2,46 kvadratkilometer och befinner sig 499 meter över havet. Nedre Härbergsvattnet ligger i Frostvikenfjällen Natura 2000-område. Sjön avvattnas av vattendraget Sjoutälven.

## Delavrinningsområde
Nedre Härbergsvattnet ingår i det delavrinningsområde (717715-144660) som SMHI kallar för Utloppet av Nedre Härbergsvattnet. Medelhöjden är 683 meter över havet och ytan är 18,66 kvadratkilometer. Räknas de 18 avrinningsområdena uppströms in blir den ackumulerade arean 114,18 kvadratkilometer. Sjoutälven som avvattnar avrinningsområdet har biflödesordning 3, vilket innebär att vattnet flödar genom totalt 3 vattendrag innan det når havet efter 296 kilometer. Avrinningsområdet består mestadels av skog (49 procent) och kalfjäll (35 procent). Avrinningsområdet har 2,47 kvadratkilometer vattenytor vilket ger det en sjöprocent på 13,3 procent.